# Piryt
Piryt (Iskrzyk) – minerał żelaza z gromady siarczków, disiarczek żelaza(II), FeS
2. Nazwa pochodzi od gr. pyr = „ogień” / pyrites lithos = „kamień, który wywołuje ogień”, gdyż po uderzeniu w minerał powstają iskry.

## Właściwości
Występuje niemal we wszystkich typach skał. Tworzy kryształy izometryczne, przyjmujące najczęściej postać sześcianów, ośmiościanów, dwunastościanów pentagonalnych (pięciokątnych) nazywanych pirytoedrami. Na ścianach kryształów często są widoczne wyraźne zbrużdżenia. Czasami tworzy charakterystyczne bliźniaki, zwane „krzyżami żelaznymi”. Spotykany także w formie dendrytów, wpryśnięć, konkrecji i pseudomorfozy. Występuje też w skupieniach zbitych, ziarnistych, skorupowych, kulistych, proszkowych, nerkowatych, sferolitycznych, oolitowych, promienistych i groniastych. Sporadycznie tworzy kryształy szkieletowe. Nieprzezroczysty. Jest –  obok markasytu – najbardziej powszechną odmianą polimorficzną siarczku żelaza. Ze względu na barwę podobną do złota nazywany bywa „złotem głupców”. Okazy o budowie promienistej kuli lub dysku spłaszczonego nazywa się często dolary lub słońca pirytowe.
Często zawiera domieszki niklu, kobaltu, cynku, srebra, arsenu, selenu, złota, miedzi. Okazy zawierające srebro nazywane są pirytem srebronośnym, a złoto - złotonośnym. 
Pod wpływem tlenu i wilgoci atmosferycznej ulega szybkiemu powierzchniowemu wietrzeniu, utleniając się do tlenków i wodorotlenków żelaza (np. do limonitu) oraz siarczanów żelaza (korozja atmosferyczna). Nawet dotknięcie palcem ścian kryształu pirytu może skutkować pojawieniem się rdzy na jego powierzchni w ciągu kilku dni, z powodu naturalnej wilgoci i kwaśnego odczynu skóry. Nierozpuszczalny w kwasach.

## Geneza
Powstaje w końcowych fazach krystalizacji magmy, w procesach hydrotermalnych i pneumatolitowych, powszechny również w skałach metamorficznych i osadowych.

## Występowanie
Występuje we wszystkich typach skał. Należy do minerałów bardzo pospolitych i szeroko rozpowszechnionych. Występuje najczęściej w asocjacji ze sfalerytem, galeną, chalkopirytem, markasytem, arsenopirytem oraz pirotynem.
Włochy – Rio Marina, Elba, Campiano, Toskania; Hiszpania – Rio Tinto, Tharsis, Huelva; Grecja – Ksanti; Norwegia – Grong Lokken; Szwecja – Gallivare, Klefva; Rosja – Ural, Kaukaz, Dalniegorsk; USA (Kolorado, Pensylwania, Tennessee, Utah), Peru, Meksyk, Uganda, Kazachstan, RPA, Australia, Wielka Brytania, Japonia, Niemcy, Szwajcaria. 
W Polsce: Rudki k. Nowej Słupi, Kowala, Kostomłoty, Kielce Ślichowice (Góry Świętokrzyskie); Sosnowiec, Szczygłowice, Bytom (GZW); Wałbrzych, Nowa Ruda (Dolnośląskie Zagłębie Węglowe); Turoszów; Olkusz, Trzebinia, Bytom, Tarnowskie Góry (śląsko-krakowskie złoża cynku i ołowiu); Sieroszowice, Lubin, Rudna (Legnicko-Głogowski Okręg Miedziowy); Wieściszowice, Miedzianka, Ciechanowice (Rudawy Janowickie); Złoty Stok; Radzimowice (Góry Kaczawskie); Borów k. Strzegomia, Szklarska Poręba (Dolny Śląsk). Występuje także w Tatrach. 

## Zastosowania
Piryt, jako siarczkowa ruda żelaza (33–45% Fe, 32–45% S), jest surowcem do otrzymywania dwutlenku siarki i surówki żelaza:
4 FeS2 + 11 O2 → 2 Fe2O3 + 8 SO2
Z uzyskanych półproduktów wytwarza się kwas siarkowy i żelazo. Ponadto z pirytu uzyskuje się inne metale stanowiące domieszki.
Inne zastosowania:
- kamień kolekcjonerski
- stosowany od czasów starożytnych do wyrobu biżuterii i ozdób
- bywa stosowany jako proszek polerski
- stosowany jest do wyrobu czerwonych i brunatnych farb mineralnych
- w przeszłości służył do jednego ze sposobów rozpalania ognia, np. w zamku kołowym dawnej broni palnej.

## Odmiany pirytu

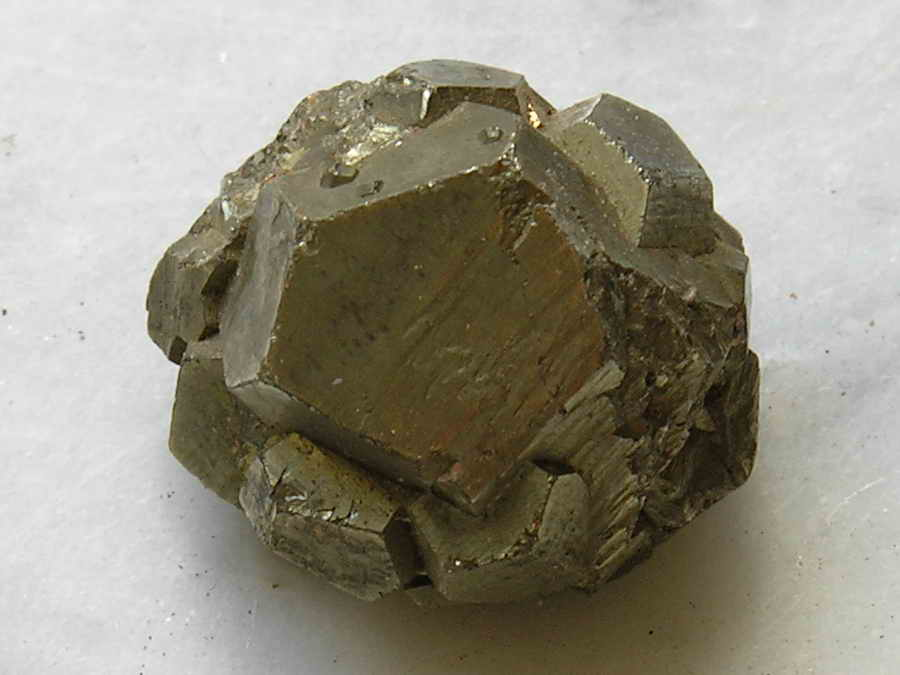
forma dodekaedru
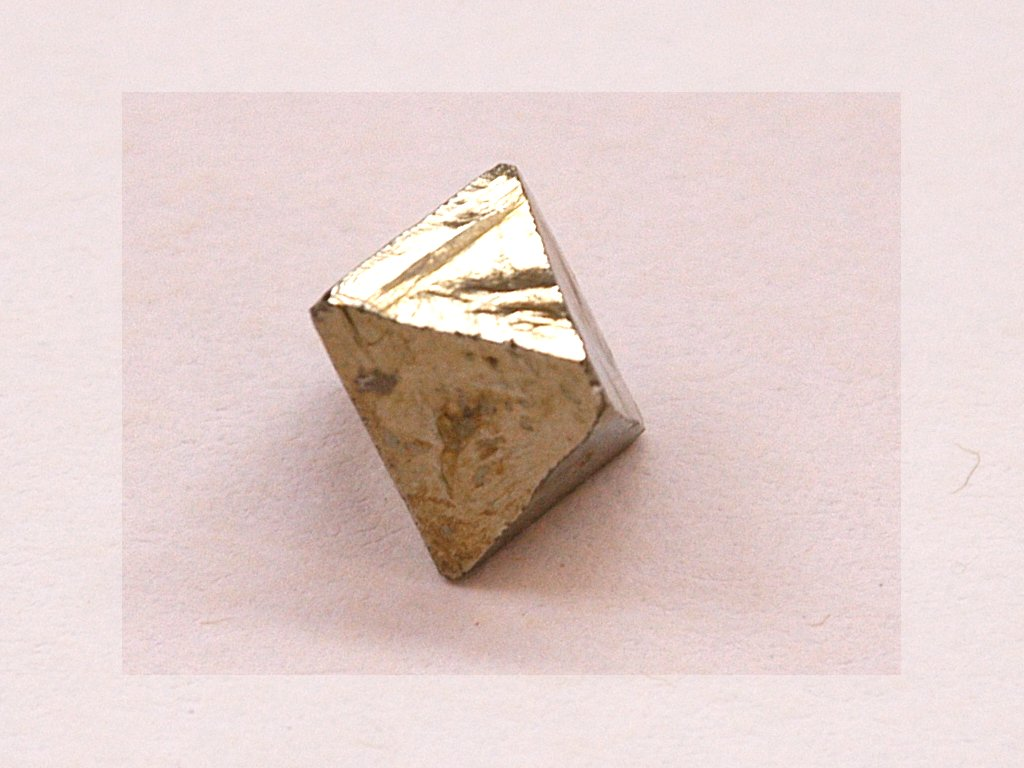
forma oktaedru
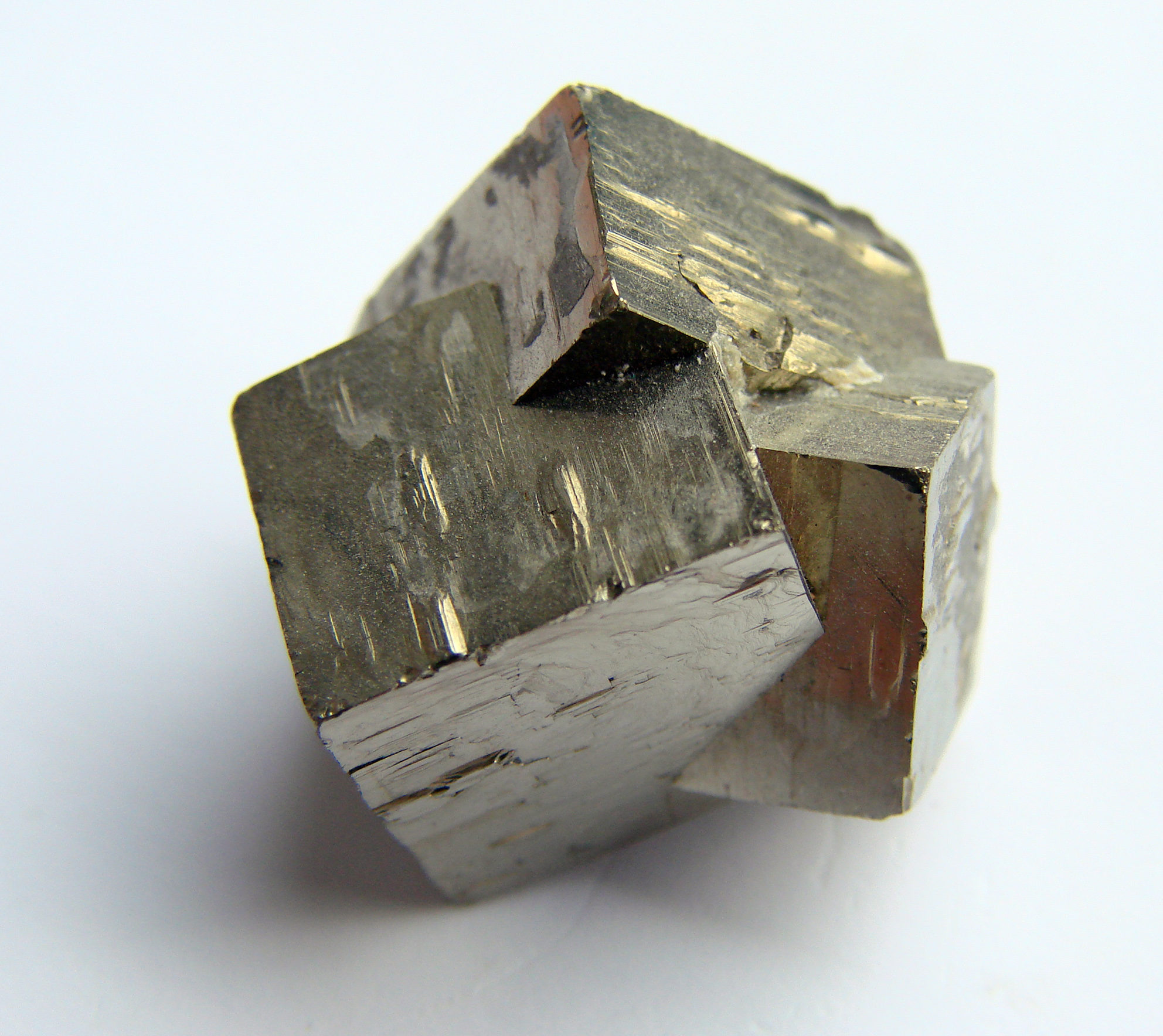
forma zrośnięta
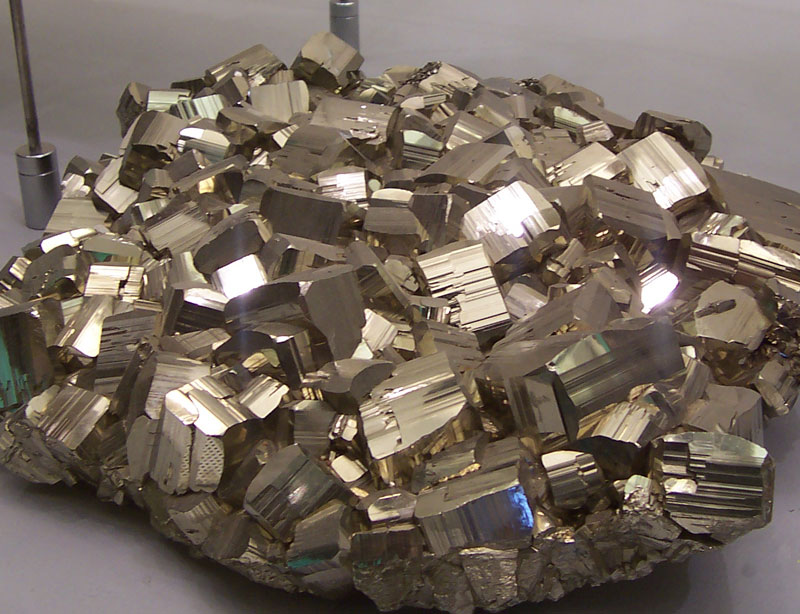
agregat kryształów sześciennych